# Bartolomeo Cecchetti
Bartolomeo Cecchetti (Venezia, 2 settembre 1838 – Roma, 16 marzo 1889) è stato uno storico e archivista italiano.

## Biografia
Il Cecchetti studiò al liceo-ginnasio "Santa Caterina" a Venezia tra il 1848 e il 1855, poi fu impiegato presso l'Archivio generale dei Frari (Regio Archivio generale di Venezia). Frequentò la scuola di paleografia e conseguì il diploma di paleografia giudiziaria e l'abilitazione all'insegnamento. Dal 1860 al 1872 fu docente di paleografia all'Archivio generale dei Frari, dove assunse anche la direzione della sezione storico-diplomatica a partire dal 1863. Infine fu direttore e soprintendente degli Archivi del Veneto.
Bartolomeo Cecchetti fu un funzionario molto impegnato nel suo lavoro. Quando, nel 1866, ricevette l'ordine di Francesco Giuseppe I d'Austria di trasferire a Vienna i documenti più preziosi degli archivi, si oppose, e fu arrestato e deportato a Trieste dopo un periodi di prigionia sull'isola San Giorgio. Per questo atto di resistenza fu riconosciuto dal governo italiano e nominato membro della commissione incaricata di stabilire con l'Impero austro-ungarico l'elenco dei documenti e delle opere d'arte che gli occupanti austriaci avevano sostratto dal Veneto.
Cecchetti ha scritto numerosi libri storici, manuali e cataloghi archivistici. La sua opera più conosciuta è La repubblica di Venezia e la corte di Roma nei rapporti della religione, pubblicata nel 1874 a Venezia. È anche l'autore di varie compilazioni,  repertori e saggi di dottrina archivistica.

## Opere
- Il programma dell'I.R. Scuola di paleografia in Venezia, Venezia, 1861-1862
- Il doge di Venezia, Venezia, 1864
- Il R. Archivio Generale di Venezia, Venezia, 1873
- La repubblica di Venezia e la corte di Roma nei rapporti della religione, Venezia, 1874
- L'Archivio di Stato di Venezia nel decennio 1866-1875, Venezia, 1876
- Archivio di Stato in Venezia. Sala diplomatica Regina Margherita, Venezia, 1880
- L'Archivio di Stato a Venezia negli anni 1876-1880, Venezia, 1881
- Statistica degli Archivi della Regione veneta 1820-1880, Venezia, 1881
- La vita dei Veneziani nel 1300. Le vesti, Venezia, 1886
- Statistica degli atti custoditi nella sezione notarile, Venezia, 1886